# Qualifications pour la Coupe d'Afrique des nations féminine de football 2024
Navigation
Édition précédente Édition suivante
Les qualifications pour la Coupe d'Afrique des nations féminine de football 2024 se déroulent du 20 septembre au 5 décembre 2023 et qualifient onze des douze équipes participantes à la phase finale de la compétition, qui se déroule au Maroc en 2024, l'équipe marocaine étant quant à elle qualifiée d'office.
Les qualifications se jouent sur deux tours avec des rencontres aller et retour.

## Équipes en lice
Ces qualifications rassemblent 42 équipes, soit 2 de moins que l'édition précédente. Le Maroc est exempté en tant que pays hôte, l'Afrique du Sud et la Zambie sont exemptés du premier tour en tant que tenant du titre et troisième de la dernière édition respectivement, et les autres équipes sont réparties en trois chapeaux suivant leur classement FIFA de juin 2023. 
Exemptés des qualifications
- Maroc (pays hôte)

Exemptés du premier tour
- Afrique du Sud (tenant du titre)
- Zambie

Chapeau 1
- Nigeria
- Cameroun
- Ghana
- Côte d'Ivoire
- Guinée équatoriale
- Tunisie
- Algérie
- Mali
- Sénégal

Chapeau 2
- Égypte
- Congo
- RD Congo
- Togo
- Gambie
- Éthiopie
- Cap-Vert
- Gabon
- Guinée

Chapeau 3
- Burkina Faso
- Angola
- Bénin
- Namibie
- Kenya
- Botswana
- Tanzanie
- Ouganda
- Rwanda
- Liberia
- Niger
- Guinée-Bissau
- Mozambique
- Burundi
- Eswatini
- Soudan du Sud
- Maurice
- Djibouti
- Libye
- République centrafricaine
- Sao Tomé-et-Principe
- Soudan

Outre le Maroc déjà qualifié en tant que pays hôte, 11 nations membres de la CAF ne s'engagent pas dans ces qualifications :
- Comores
- Érythrée
- Lesotho
- Madagascar
- Mauritanie
- Malawi
- Seychelles
- Sierra Leone
- Somalie
- Tchad
- Zimbabwe

Les 2 nations associées à la CAF ne s'engagent pas non plus : 
- La Réunion
- Zanzibar

Le tirage au sort a lieu le 6 juillet 2023 à Rabat, à 18 h 00 heure locale (GMT+1).

## Premier tour de qualification
Le premier tour de qualification se déroule entre le 20 et le 26 septembre 2023.
Sao Tomé-et-Principe déclare forfait avant le match aller contre le Nigeria pour des raisons logistiques. La Libye déclare forfait avant le match aller contre la Guinée équatoriale à la suite de l'effondrement des barrages de Derna. Le Soudan déclare forfait avant le match aller contre la Angola en raison du conflit soudanais de 2023.
| Équipe 1                  | Résultat | Équipe 2             | Aller   | Retour  | T.a.b. |
| ------------------------- | -------- | -------------------- | ------- | ------- | ------ |
| Sénégal                   | 3 - 2    | Éthiopie             | 1 - 1   | 2 - 1   | -      |
| Égypte                    | 8 - 0    | Soudan du Sud        | 4 - 0   | 4 - 0   | -      |
| République centrafricaine | 1 - 10   | Mali                 | 1 - 7   | 1 - 3   | -      |
| Guinée                    | 11 - 0   | Maurice              | 8 - 0   | 3 - 0   | -      |
| Nigeria                   | forfait  | Sao Tomé-et-Principe | forfait | forfait | -      |
| Cap-Vert                  | 6 - 2    | Liberia              | 3 - 0   | 3 - 2   | -      |
| Ouganda                   | 2 - 3    | Algérie              | 1 - 2   | 1 - 1   | -      |
| Burundi                   | 2 - 2    | Éthiopie             | 1 - 1   | 1 - 1   | 5 - 3  |
| Guinée équatoriale        | forfait  | Libye                | forfait | forfait | -      |
| RD Congo                  | 4 - 2    | Bénin                | 2 - 1   | 2 - 1   | -      |
| Côte d'Ivoire             | 2 - 2    | Tanzanie             | 2 - 0   | 0 - 2   | 2 - 4  |
| Djibouti                  | 0 - 13   | Togo                 | 0 - 7   | 0 - 6   | -      |
| Rwanda                    | 0 - 12   | Ghana                | 0 - 7   | 0 - 5   | -      |
| Gambie                    | 0 - 5    | Namibie              | 0 - 3   | 0 - 2   | -      |
| Cameroun                  | 1 - 1    | Kenya                | 1 - 0   | 0 - 1   | 3 - 4  |
| Gabon                     | 1 - 10   | Botswana             | 1 - 4   | 0 - 6   | -      |
| Tunisie                   | 12 - 1   | Niger                | 7 - 0   | 5 - 1   | -      |
| Guinée-Bissau             | 0 - 3    | Congo                | 0 - 1   | 0 - 2   | -      |
| Angola                    | forfait  | Soudan               | forfait | forfait | -      |
| Eswatini                  | 2 - 6    | Burkina Faso         | 2 - 3   | 0 - 3   | -      |

## Deuxième tour de qualification
Le deuxième tour de qualification se déroule du 29 novembre au 5 décembre 2023.
| Équipe 1           | Résultat | Équipe 2       | Aller | Retour | T.a.b. |
| ------------------ | -------- | -------------- | ----- | ------ | ------ |
| Sénégal            | 4 - 0    | Égypte         | 4 - 0 | 0 - 0  | -      |
| Mali               | 10 - 2   | Guinée         | 7 - 2 | 3 - 0  | -      |
| Nigeria            | 7 - 1    | Cap-Vert       | 5 - 0 | 2 - 1  | -      |
| Algérie            | 6 - 1    | Burundi        | 5 - 1 | 1 - 0  | -      |
| Guinée équatoriale | 2 - 3    | RD Congo       | 1 - 1 | 1 - 2  | -      |
| Tanzanie           | 3 - 2    | Togo           | 3 - 0 | 0 - 2  | -      |
| Ghana              | 3 - 2    | Namibie        | 3 - 1 | 0 - 1  | -      |
| Kenya              | 1 - 2    | Botswana       | 1 - 1 | 0 - 1  | -      |
| Tunisie            | 6 - 3    | Congo          | 5 - 2 | 1 - 1  | -      |
| Angola             | 0 - 12   | Zambie         | 0 - 6 | 0 - 6  | -      |
| Burkina Faso       | 1 - 3    | Afrique du Sud | 1 - 1 | 0 - 2  | -      |

## Équipes qualifiées
| Équipe         | Mode de qualification            | Date de qualification | Participation | Meilleur résultat                                                | Dernière participation (résultat obtenu) |
| -------------- | -------------------------------- | --------------------- | ------------- | ---------------------------------------------------------------- | ---------------------------------------- |
| Maroc          | Pays hôte                        | 9 août 2022           | 4e            | Finaliste (2022)                                                 | 2022 (Finaliste)                         |
| Afrique du Sud | Deuxième tour des qualifications | 4 décembre 2023       | 13e           | Vainqueur (2022)                                                 | 2022 (Vainqueur)                         |
| Algérie        | Deuxième tour des qualifications | 4 décembre 2023       | 6e            | Premier tour (2004, 2006, 2010, 2014, 2018)                      | 2018 (Premier tour)                      |
| Ghana          | Deuxième tour des qualifications | 5 décembre 2023       | 11e           | Finaliste (1998, 2002, 2006)                                     | 2018 (Phase de groupe)                   |
| Botswana       | Deuxième tour des qualifications | 5 décembre 2023       | 2e            | Quart-de-finaliste (2022)                                        | 2022 (Quart de finale)                   |
| Tanzanie       | Deuxième tour des qualifications | 5 décembre 2023       | 2e            | Premier tour (2010)                                              | 2010 (Phase de groupe)                   |
| Mali           | Deuxième tour des qualifications | 5 décembre 2023       | 8e            | 4e place (2018)                                                  | 2018 (4e place)                          |
| Nigeria        | Deuxième tour des qualifications | 5 décembre 2023       | 13e           | Vainqueur (1998, 2000, 2002, 2004, 2006, 2010, 2014, 2016, 2018) | 2022 (3e place)                          |
| Zambie         | Deuxième tour des qualifications | 5 décembre 2023       | 4e            | 3e place (2022)                                                  | 2022 (3e place)                          |
| Tunisie        | Deuxième tour des qualifications | 5 décembre 2023       | 3e            | Quart-de-finaliste (2022)                                        | 2022 (Quart de finale)                   |
| Sénégal        | Deuxième tour des qualifications | 5 décembre 2023       | 3e            | Quart-de-finaliste (2022)                                        | 2022 (Quart de finale)                   |
| RD Congo       | Deuxième tour des qualifications | 5 décembre 2023       | 4e            | 3e place (1998)                                                  | 2012 (Premier tour)                      |